# Староюрьево
Старою́рьево — село в Тамбовской области, административный центр Староюрьевского района и сельского поселения Староюрьевского сельсовета.
Население — 5356 чел. (2021)

## География
Расположено в 130 км к северо-западу от Тамбова на реке Лесной Воронеж, железнодорожная станция Старое Юрьево Юго-Восточной железной дороги на линии Богоявленск — Челновая.
Староюрьево находится в часовом поясе, обозначаемом по международному стандарту как Moscow Time Zone (MSK/MSD). Смещение относительно Всемирного координированного времени UTC составляет +4:00 (MSD).

## История
Основано в 1643 году как село под Юрьевым лесом в связи со строительством Козловской сторожевой черты для защиты от набегов татар. С 1812 года, с образованием выселок из села, стало называться Старое Юрьево.
Согласно энциклопедическому словарю Брокгауза и Ефрона в конце XIX века село Старое Юрьево относилось к Козловскому уезду Тамбовской губернии. В селе имелась школа, больница, лавки, значительное кирпичное производство. В селе проживало около 6500 человек, проводились еженедельные базары, 4 ярмарки в год. Через расположенную в селе железнодорожную станцию в 1901 году было отгружено 593 тысяч пудов хлеба.

## Население
| 1959 | 1970  | 1979  | 1989  | 2002  | 2010  | 2021  |
| ---- | ----- | ----- | ----- | ----- | ----- | ----- |
| 5622 | ↗6898 | ↗7631 | ↗7722 | ↘6886 | ↘6144 | ↘5356 |

### Известные жители
- Алексей Андреевич Волков (1859, Староюрьево, Тамбовская губерния — 27 февраля 1929, Тарту) — камердинер императрицы Александры Фёдоровны
- Куделина, Тамара Фёдоровна (1932—1997) — доярка, Герой Социалистического Труда (1966).
- Якжин, Александр Андреевич (1907—1961) — геолог, директор Московского геолого-разведочного института (1956—1961).

## Экономика
Экономика села Староюрьево имеет аграрную направленность. Основу экономики с. Староюрьева составляют личные подсобные хозяйства и сельскохозяйственные предприятия. В промышленности занято небольшое число жителей села, работающих на кирпичном заводе. В последнее время из-за личной заинтересованности предпринимателей развитие получают торговля и сфера услуг. В центре с. Староюрьева функционирует ряд магазинов, работающих до позднего вечера. Каждую субботу жители с. Староюрьева могут совершить покупки на местном рынке, либо выставить на продажу сельскохозяйственную продукцию, произведенную в личных подсобных хозяйствах. Круглосуточно работающих магазинов в с. Староюрьеве нет. Многие жители с. Староюрьева заняты в торговле, однако большая их часть занята в сельском хозяйстве. Многие староюрьевцы уезжают на заработки в другие регионы России. Сфера услуг развивается благодаря увеличивающемуся числу услуг корпоративных такси. Место сбора таксистов находится рядом с магазином «Березка» напротив аптеки.

## Культура
В с. Староюрьево работниками культуры регулярно проводятся мероприятия, приуроченные к событиям как регионального, так и всероссийского масштаба. Концерты, посвященные памятным дням России, новогодние вечера, огоньки, Дни села и многое другое. Замечательной традицией стало проведение праздника «Играй, гармонь». В селе работает историко-музыкальный краеведческий музей имени А. Н. Верстовского, Центр досуговой деятельности, музыкальная школа, Дом творчества, множество библиотек. Прославил Староюрьевский район заслуженный учитель РФ, поэт А. В. Лежнев. Здесь родилась солистка Самарского оперного театра и камерного хорового театра Л. Ю. Сидорова.

## Достопримечательности
Историко-мемориальный музей композитора А. Н. Верстовского, родившегося в с. Мезинец (в 20 км от райцентра).
Михайло-Архангельская церковь с. Староюрьево. В настоящее время построено новое здание храма в с. Староюрьево. Уже сияют на солнце золотые купола. В центре с. Староюрьево летом функционирует красивый фонтан.
Камень, которому отведено специальное место, с цифрами 1643, имеет историческое значение — в 1643 г. было образовано село Староюрьево.
В центре села установлены памятники Скорбящей матери, тем, кто участвовал в ликвидации Чернобыльской катастрофы, памятник воинам В. В. Мухину, Н. И. Плужникову, Е. В. Плужникову, В. Н. Куликову, В. Н. Архипову, погибшим в Афганистане, А. И. Кобину, Г. Н. Шуляку, К. А. Адамову, сложившим головы в Чечне.